# Dasytanobium
Dasytanobium is een monotypisch geslacht van kevers uit de familie van de klopkevers (Anobiidae).

## Soort
- Dasytanobium inaequale Pic, 1902